# Catedral de Nuestra Señora del Perpetuo Socorro (Rapid City)
La Catedral de Nuestra Señora del Perpetuo Socorro  (en inglés: Cathedral of Our Lady of Perpetual Help) es la catedral de la Iglesia Católica que se encuentra en Rapid City, Dakota del Sur, Estados Unidos. Además, es la tercera iglesia madre de la Diócesis de Rapid City.
La Diócesis de Rapid City fue fundada como la Diócesis de Lead en 1902. la Iglesia de San Patricio en Lead sirvió como la primera catedral de la diócesis.  La Sede de la ciudad fue trasladado a Rapid City en 1930 y la iglesia de Santa María se renombró como la catedral de la Inmaculada Concepción en ese momento. El Obispo William T. McCarty, inició el proceso de construir una nueva catedral. El rector de la catedral, Mons. Michael Roach, supervisó la construcción de la nueva iglesia en un terreno donado en las afueras de Rapid City.
El estreno de la nueva catedral se celebró en 1960 pero fue terminada solo en 1962.